# Experience (The Prodigy)
Experience (noto anche come The Prodigy Experience) è il primo album in studio del gruppo musicale britannico The Prodigy, pubblicato il 28 settembre 1992 dalla XL Recordings.

## Tracce
Musiche di Liam Howlett, eccetto dove indicato.

### Edizione originale
1. Jericho – 3:42 (musica: Liam Howlett, The Jungle Brothers)
2. Music Reach (1/2/3/4) – 4:12
3. Wind It Up – 4:33
4. Your Love (Remix) – 5:30
5. Hyperspeed (G-Force Part 2) – 5:16
6. Charly (Trip into Drum and Bass Version) – 5:12
7. Out of Space – 4:57 (musica: Liam Howlett, Cedric Miller, Keith Thornton, Maurice Smith, Trevor Randolph)
8. Everybody in the Place (155 and Rising) – 4:10
9. Weather Experience – 8:06
10. Fire (Sunrise Version) – 4:57
11. Ruff in the Jungle Bizness – 5:10
12. Death of the Prodigy Dancers (Live) – 3:43

### Experience Expanded: Remixes & B-Sides
- Experience

1. Jericho – 3:42 (musica: Liam Howlett, The Jungle Brothers)
2. Music Reach (1/2/3/4) – 4:12
3. Wind It Up – 4:33
4. Your Love (Remix) – 5:30
5. Hyperspeed (G-Force Part 2) – 5:16
6. Charly (Trip into Drum and Bass Version) – 5:12
7. Out of Space – 4:57 (musica: Liam Howlett, Cedric Miller, Keith Thornton, Maurice Smith, Trevor Randolph)
8. Everybody in the Place (155 and Rising) – 4:10
9. Weather Experience – 8:06
10. Fire (Sunrise Version) – 4:57
11. Ruff in the Jungle Bizness – 5:10
12. Death of the Prodigy Dancers (Live) – 3:43

- Expanded

1. Your Love – 6:02
2. Ruff in the Jungle Bizness (Uplifting Vibes Remix) – 4:16
3. Charly (Alley Cat Mix) – 5:22
4. Fire (Edit) – 3:24
5. We Are the Ruffest – 5:18
6. Weather Experience (Top Buzz Remix) – 6:54
7. Wind It Up (Rewound) – 6:21
8. G-Force (Energy Flow) – 5:23
9. Crazy Man – 4:06
10. Out of Space (Techno Underworld Remix) – 4:44 (musica: Liam Howlett, Cedric Miller, Keith Thornton, Maurice Smith, Trevor Randolph)
11. Everybody in the Place (Fairground Remix) – 5:07

## Formazione
- Liam Howlett – tastiera, sintetizzatore, campionatore, programmazione
- Maxim Reality – voce (traccia 12)

Altri musicisti
- Simone – voce (traccia 11)

## Classifiche
| Classifica (1992) | Posizione massima |
| ----------------- | ----------------- |
| Francia           | 59                |
| Germania          | 75                |
| Paesi Bassi       | 20                |
| Regno Unito       | 12                |